# Eustictus clarus
Eustictus clarus är en insektsart som beskrevs av Knight 1925. Eustictus clarus ingår i släktet Eustictus och familjen ängsskinnbaggar. Inga underarter finns listade i Catalogue of Life.